# Love Bites (película)

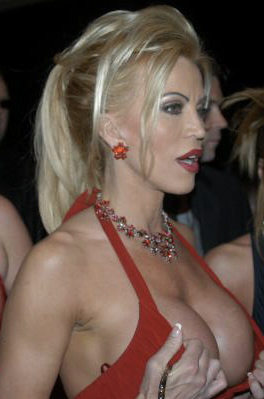
Amber Lynn, una de las actrices de la película.

Love Bites es una película pornográfica estadounidense realizada en 1985 por Suze Randall, con
Traci Lords, Peter North y Amber Lynn, entre otros. 

## Argumento
En la jungla africana, un explorador descubre un insecto muy curioso, el mosquito cupido, cuya picadura es irresistiblemente afrodisíaca. Consigue capturar un ejemplar y lo lleva a un laboratorio. El insecto se escapa a la calle, picando a todo el mundo, con las consecuencias previsibles. Finalmente vuelve al laboratorio y pica al doctor, lo que satisface enormemente a su enfermera.